# 아무리아구
아무리아구(Amuria)는 우간다 중북부에 위치한 구로, 행정 중심지는 아무리아이며 인구는 180,022명(2002년 인구 조사 기준)이다.
행정 구역상으로는 동부 주에 속하며 2개 군(아무리아 군, 카펠레브용 군)을 관할한다. 남쪽으로는 소로티 구, 남서쪽으로는 카베라마이도 구, 북동쪽으로는 모로토 구, 북서쪽으로는 리라 구와 접한다.

## 같이 보기
- 우간다의 행정 구역